# La chica de ayer
La chica de ayer é uma série de televisão produzida pelo Ida y Vuelta Producciones que estreou no canal Antena 3 na Espanha em 2009.

## Enredo
O inspetor-chefe de polícia Samuel Santos (Ernesto Alterio) sofreu um acidente de carro e acorda em 1977. Ele não sabe de nada e é agora é o superior do Inspetor de Direção-Geral de Segurança, sob as ordens de Gallardo (Antonio Garrido). A única pessoa que parece acreditar que é sua parceira é Ana (Manuela Velasco).

## Elenco
- Ernesto Alterio ..... Samuel Santos
- Antonio Garrido ..... Quin Gallardo
- Manuela Velasco ..... Ana Valverde
- Mariano Llorente ..... Raimundo García
- Javier Rey ..... Jose Cristóbal Mateo
- Mamen Duch ..... Pilar Juárez
- Biel Duran ..... José Santos
- Manuela Vellés ..... Rosa
- Alfonso Lara ..... Jefe Quintana